# Themira minor
Themira minor is een vliegensoort uit de familie van de wappervliegen (Sepsidae). De wetenschappelijke naam van de soort werd voor het eerst geldig gepubliceerd in 1833 door Alexander Henry Haliday.